# مايك ووكر (عازف قيثارة جاز)
مايك ووكر (بالإنجليزية: Mike Walker)‏ هو عازف جاز بريطاني، ولد في 12 يوليو 1962 في سالفورد في المملكة المتحدة.

## وصلات خارجية
- مايك ووكر على موقع ميوزك برينز (الإنجليزية)
- مايك ووكر على موقع ديسكوغز (الإنجليزية)